# 上杉氏
上杉氏，日本氏族之一，原為公家，後來武士化並且管治關東。在鎌倉時代、室町时代及江戶時代，該家族均擁有一定高位。

## 概要
上杉氏出自勸修寺流藤原氏。第一代是上杉重房，名字取自於京都上杉。後來與足利氏進行婚姻增加影響力。最有名的後嗣是關東的山內上杉家以及扇谷上杉家。戰國時代以上杉謙信（輝虎），出任上杉家家督及關東管領，養子上杉景勝成為豐臣政權下五大老。江戶時代為米澤藩30萬石大名。

## 鎌倉時代至室町時代
上杉氏的元祖是上杉重房，重房仕奉幕府將軍，並往鎌倉效力足利氏，並與之缔结婚姻關係。南北朝時代重房之孫上杉憲房之妹清子是足利尊氏的母親，上杉氏在關東出任上野守護，在關東与南朝一方的新田氏交戰。
在觀應擾亂中與高氏對立，憲顯時代兼任上野、越後、伊豆守護代。憲顯在1363年出任管領。之後管領一直由犬懸、宅間、山內及扇谷四家出任。宅間上杉家很快即衰退，犬懸在上杉禪秀之亂中衰，剩下扇谷和山內兩家。15世紀後期，最為有名的是上杉憲實復興足利學校。另外，上杉氏與足利公方對立，兩家觸發享德之亂，因足利成氏派人暗殺關東管領上杉憲忠，發生內亂的時間比應仁之亂更早。

## 戰國時代
享德之亂期間、扇谷及山內兩家聯合與古河公方對立，其後與古河公方和解，兩家又起內亂（長享之亂），結果皆陷入衰退，加上關東的後北條氏擴張，扇谷上杉家在河越夜戰中大敗覆滅，而山內上杉家亦受後北條氏進攻而衰落，而深谷上杉家的上杉憲盛則在武藏國與北條氏交戰。憲政更放棄關東、向越後長尾氏求助。1561年，憲政將關東管領一職給予長尾景虎（上杉謙信）。自此長尾氏成為上杉氏的嫡系，以越後為根據地向關東與北陸擴展。謙信死後，養子上杉景勝及上杉景虎內亂（御館之亂），此混亂使上杉喪失關東的領地。
御館之亂後由長尾氏景勝取得勝利，繼承了上杉氏宗家。謙信及景勝的上杉氏（長尾上杉氏），稱謙信為初代、景勝為第二代。

## 安土桃山時代以後
上杉景勝在織田信長死後向丰臣秀吉交好，成為五大老之一。1587年，攻擊新發田重家再次統一越後。1589年，奉秀吉命令統治佐渡國。景勝擁有越後、佐渡、出羽庄内91萬石。1598年，移封至會津，領地高達120萬石。1600年關原之戰與德川家康對立。領地縮減為米澤30萬石。
1664年，景勝之孫綱勝早逝，出現斷絕危機，最後由吉良義央之子綱憲成為綱勝的養子，結果領地只得一半（15萬石），僅讓上杉家繼續統有米澤。齊憲時代增封至18萬石。上杉氏的財政在江戶中期開始惡化，直到上杉鷹山（治憲）上任藩主後，藩政收入有所改善。明治维新後，米澤上杉家列為華族中的伯爵，米澤新田藩則為子爵。

## 主要分支

### 宅間上杉氏
宅間上杉家是上杉憲房養子上杉重能的後代，重能在高師直政府紛爭中死去，從山內上杉家迎接養子得以繼承。後來被山內上杉家吸收。戰國時代被北條氏綱擊敗投降。江戶時代稱為宅間氏，為德川幕府的旗本。

### 犬懸上杉氏
憲房兒子上杉憲藤後代，又稱為四條上杉家。憲藤是足利尊氏兒子足利义诠的執事，在犬懸居住成為家祖。憲藤之孫氏憲（禅秀），在上杉禪秀之亂中衰落，失去了政治控制權。

### 山内上杉氏
憲房兒子上杉憲顯後代。遷移到鎌倉前亦稱作椙谷上杉家。戰國時代，憲政將家督讓給上杉政虎（謙信），在江戶時代存活。

### 扇谷上杉氏
憲房之兄上杉重顯之子上杉朝定子孫在鎌倉扇谷居住。又稱作二橋上杉家、八条上杉家。扇谷上杉家在河越夜戰中滅亡。

### 越後上杉氏
世襲「越後守護」的大名家系，初代宗主為上杉憲榮。傳至上杉房朝因無子，收上杉房定為養子繼嗣宗家。
房定么子·上杉房能繼位之後，擔任「守護代」的長尾為景開始實行下克上與上杉房能對立，上杉房能最後兵敗自戕，宗家由婿養子·上杉定實繼位。之後上杉定實將女兒嫁與長尾晴景收為義子。家臣曾謀圖從伊達氏過繼一子繼嗣宗家，但因天文之亂而事罷。1550年上杉定實死後，因無後繼者宗家宣告斷嗣滅亡。

### 小山田上杉氏
憲房庶兄上杉賴成後代，上杉家庶流。千秋上杉家的上杉定賴曾一度代管扇谷上杉家，獲足利持氏重用成為安房國守護。

### 米澤上杉氏
初代家主是上杉謙信的養子長尾顯景，上田長尾家出身，後改名為上杉景勝，成為山內上杉家的家督。上杉景勝臣服豐臣家後備受重視，提升為豐臣家的五大老後移封會津，全盛期擁有120萬石。豐臣秀吉死後與五奉行之一的石田三成聯手對抗五大老的德川家，雙方的衝突成為會津征伐與關原會戰的導火線，在西軍戰敗後降伏德川家，被改易減封到出羽國米澤城建藩領30萬石，日後為米澤上杉氏，第四代因直系繼承人斷絕改由外姓姪子繼承而被懲罰減封至15萬石，最後延續至幕末。

### 加賀爪上杉氏
駿河國今川氏客將，江戶時代旗本。

## 關連項目
- 內山氏
- 七澤氏
- 佐竹氏
- 畠山氏
- 信濃村上氏（日语：信濃村上氏）
- 四辻氏（日语：四辻氏）
- 長尾氏
- 米澤藩
- 享德之亂
- 關東管領
- 揚北眾
- 上杉神社